# جمال احمد اجل
کیا جمال احمد اجل یا کیا جمال‌الدین احمد جلال سیاستمداری اهل طبرستان بود که نیای کیاهای جلالی است. زمانی که وجیه‌الدین مسعود، حاکم فاتح سربداران، قصد داشت به طبرستان حمله کند، او وانمود کرد که تسلیم سربداران شده‌است ولی مخفیانه با باوندیان و پادوسپانیان ارتباط داشت و از این طریق توانست امیرمسعود را به تله‌ای از پیش طراحی شده هدایت کند و موجب شکست او در برابر متحدین مخفی خود شود.